# Rat de Busuanga
Rat (Rat Island) és una illa situada a Filipines, adjacent a la de Busuanga, illa que forma part del grup de Calamianes.
Administrativament forma part del barri de Maglalambay del municipi filipí de tercera categoria de Busuanga pertanyent a la província de Palawan en Mimaropa, Regió IV-B.

## Geografia
Illa Busuanga és la més gran del Grup Calamian situat a mig camí entre les illes de Mindoro i de Palawan, amb la Mar de la Xina Meridional a ponent i la mar de Sulu a llevant. Al sud de l'illa estan les altres dues illes principals del Grup Calamian: Culión i Corón.
Rat es troba a la Mar de la Xina Meridional, a ponent d'Illa Busuanga. Aquest illot té aproximadament 590 metres de llarg, en direcció est-oest, i uns 480 metres en la seva línia de major amplària.
Les illes més pròximes són les següents: Al nord-est, i a 1.052 metres, es troba illa Malcatop; al sud-oest, i a 1.240 metres, illa Depelengued; a ponent, i a 270 metres, illa Malbinchilao del Nord, i a 1.190 metres, illa de Malbinchilao del Sud.
El barri de Maglalambay està format per les següents illes i illots: Popotoán, Nalaut Oriental, Nalaut Occidental, Malbinchilao del Nord, Rat, Malbinchilao del Sud, Mangenguey i Depelengued.